# Veleučilište u Karlovcu
Veleučilište u Karlovcu hrvatsko je visoko učilište.

## Povijest
Za potrebe gospodarstva šezdesetih godina 20. st. u Karlovcu su osnovane Viša tehnička strojarska škola, Viša tehnološka škola kemijskog i kožarskog smjera, te Viša tehnička tekstilna škola u Dugoj Resi. U to vrijeme u Karlovcu također djeluju i Viša pedagoška škola i odjel Ekonomskog fakulteta u Zagrebu. Zbog povećanih potreba za stručnjacima tijekom godina osobito se razvijaju tehnički i tehnološki studiji (Viša tehnička strojarska škola u Karlovcu i Studij tekstilstva u Dugoj Resi).
Godine 1983. Viša tehnička strojarska škola pridružena je Fakultetu strojarstva i brodogradnje, Viša tehnička tekstilna škola Tekstilno-tehnološkom fakultetu, Viša tehnološka kemijska škola prestala je s radom, a kožarski dio studija nastavljen je pri Fakultetu kemijskog inženjerstva i tehnologije. Viša pedagoška škola i odjel Ekonomskog fakulteta također prestaju s radom.
Samostalno Veleučilište u Karlovcu osnovano je 16. travnja 1997. godine. Prvi rektor Veleučilišta bio je prof. dr. sc. Mirko Butković.

## Ustroj
U akademskoj godini 2021./2022. na Veleučilištu je ukupno 1708 studenata upisanih na sve godine studija. 1313 studenata je na dodiplomskom, a 395 na diplomskom studiju.
Stručni studiji
- Lovstva i zaštita prirode
- Mehatronika
- Prehrambena tehnologija
- Sestrinstvo
- Sigurnost i zaštita
- Strojarstvo
- Tekstilstvo
- Ugostiteljstvo

Specijalistički diplomski stručni studiji
- Poslovno upravljanje
- Sigurnost i zaštita
- Strojarstvo

## Vanjske poveznice
Mrežna mjesta
- Veleučilište u Karlovcu  Arhivirana inačica izvorne stranice od 20. prosinca 2021. (Wayback Machine), službeno mrežno mjesto
- Vodič za studente 2021./2022.  Arhivirana inačica izvorne stranice od 20. prosinca 2021. (Wayback Machine)